# BSC Preussen
BSC Preussen (celým názvem: Berliner Schlittschuhclub Preussen) byl profesionální německý klub ledního hokeje, který sídlil v berlínském městském obvodu Charlottenburg-Wilmersdorf (okrsek Westend). Oddíl patřil pod hlavičku sportovního klubu BFC Preussen. Založen byl v roce 1983 po vyčlenění oddílu z Berliner Schlittschuhclubu. Zanikl v roce 2005 po vyhlášení konkursu. Oddíly zaniklého klubu pak přešli zpátky do klubu, z kterého BSC vzniklo. Klubové barvy byly černá, bílá a červená.
Své domácí zápasy odehrával v Deutschlandhalle s kapacitou 8 630 diváků.

## Historické názvy
Zdroj: 
- 1983 – BSC Preussen (Berliner Schlittschuh-Club Preussen)
- 1995 – Preussen Devils
- 1996 – Berlin Capitals
- 2002 – BC Preussen (Berliner Club Preussen)
- 2004 – BSC Preussen (Berliner Schlittschuhclub Preussen)
- 2005 – zánik

## Přehled ligové účasti
Zdroj: 
- 1983–1987: 2. Eishockey-Bundesliga Nord (2. ligová úroveň v Německu)
- 1987–1994: Eishockey-Bundesliga (1. ligová úroveň v Německu)
- 1994–2002: Deutsche Eishockey Liga (1. ligová úroveň v Německu)
- 2002–2003: Eishockey-Regionalliga Nordost (4. ligová úroveň v Německu)
- 2003–2005: Eishockey-Oberliga Nordost (3. ligová úroveň v Německu)